# RD-108-8D77
RD-108-8D77 – radziecki silnik rakietowy. Skonstruowany przez OKB Głuszko. Stanowił napęd członu Sputnik 8A91-1 rakiet Sputnik 8A91. Użyty w dwóch lotach w roku 1958.
Podane oznaczenie utworzone zostało z oznaczenia konstruktora (RD-108) i oznaczenia rządowego (8D77).